# Irañeta
Irañeta település Spanyolországban, Navarra autonóm közösségben. Irañeta Uharte-Arakil és Arakil községekkel határos. Lakosainak száma 170 fő (2024).

## Népesség
A település népessége az elmúlt években az alábbi módon változott:
| Lakosok száma | 162  | 165  | 156  | 161  | 166  | 171  | 174  | 172  | 167  | 170  |
|               | 2001 | 2004 | 2007 | 2009 | 2012 | 2014 | 2017 | 2019 | 2022 | 2024 |